# Dobie Gray
Dobie Gray, geboren als Lawrence Darrow Brown, (Simonton, 26 juli 1940 – Nashville, 6 december 2011) was een Amerikaans soulzanger en toneelspeler uit de jaren zestig en zeventig.
Gray was een Afro-Amerikaan. Zijn grootvader was prediker bij een baptistenkerk en zo kwam Gray ook terecht in de gospel. Toen hij in het begin van de jaren zestig naar Californië vertrok, ontmoette hij Sonny Bono. Dat leidde ertoe dat Gray zijn eerste single uitbracht, "Look at me". De single kwam wel in de hitlijsten, maar zijn echte doorbraak kwam er in 1965 met het liedje "The in crowd", dat ongeveer drie maanden in de hitlijsten bleef staan in de VS. Ook had Gray andere talenten, hij speelde onder meer in de theaters van Hollywood. Daar werd hij bekend met de musical "Hair", waarmee hij tweeënhalf jaar toerde.
Zijn bekendste hits waren "Loving arms" en "Drift away". Deze laatste werd in 2004 opnieuw een hit door Uncle Kracker. "Loving Arms" werd ooit gecoverd door Elvis Presley.
De jaren daarna concentreerde hij zich vooral op het schrijven van liedjes. Hij schreef onder meer voor Ray Charles, Johnny Mathis, George Jones, Don Williams, Exile, John Conlee, Tammy Wynette, Conway Twitty, Nina Simone, Jodice, Charley Pride, Brook Benton, Three Dog Night en Julio Iglesias.
Gray was in die jaren ook de stem van reclames voor een aantal bekende merken, zoals Procter & Gamble, Chrysler, Ultra Slimfast, Oscar Mayer, Chevrolet, Buick, Velveeta, Coca-Cola, Allstate, Royal Caribbean, Sunbeam en Budweiser.
In 1997 maakte Gray een album met als titel "Diamond Cuts".
- Gemeinsame Normdatei: 140662480
- International Standard Name Identifier: 0000 0000 7735 713X
- Library of Congress Control Number: n92100938
- MusicBrainz: fb5d53ea-6090-49cd-b8ab-0d200bacf4c3
- Virtual International Authority File: 4132192
- WorldCat: E39PBJfCr9Ky9MPG4Pc6cQPWjC